# World Demise
World Demise je četvrti studijski album američkog death metal-sastava Obituary objavljen 6. rujna 1994. godine, a objavila ga je diskografska kuća Roadrunner Records. Tekstovi pjesmama su o kraju svijeta.

## Popis pjesama
Tekstovi i glazba: Obituary. 
| 1.    | »Don't Care«     | 3:08 |
| 2.    | »World Demise«   | 3:43 |
| 3.    | »Burned In«      | 3:32 |
| 4.    | »Redefine«       | 4:39 |
| 5.    | »Paralyzing«     | 4:57 |
| 6.    | »Lost«           | 3:59 |
| 7.    | »Solid State«    | 4:38 |
| 8.    | »Splattered«     | 4:15 |
| 9.    | »Final Thoughts« | 4:08 |
| 10.   | »Boiling Point«  | 3:09 |
| 11.   | »Set in Stone«   | 4:50 |
| 12.   | »Kill for Me«    | 5:59 |
| 50:57 |                  |      |

## Zasluge
| Obituary - John Tardy - vokali, slike - Allen West - glavna gitara - Trevor Peres - ritam gitara, koncept omota - Frank Watkins - bas-gitara - Donald Tardy - bubnjevi | Ostalo osoblje - George Marino - mastering - Eric Kat - slike - Scott Burns - inženjer zvuka, mix, produkcija, snimanje - Dave "Big Shirt" Nicholls - inženjer zvuka, snimanje - Super Brian - pomoćni inženjer zvuka |

## Vanjske poveznice
- World Demise na Discogsu